# Île de Giornico
L'île de Giornico est une île de la rivière Tessin, reliée au village tout proche de Giornico, dans le canton du Tessin, par deux ponts médiévaux.